# Chlorotimandra viridis
Chlorotimandra viridis là một loài bướm đêm trong họ Geometridae.